# Ancepaspis magnicauda
Ancepaspis magnicauda är en insektsart som beskrevs av Brimblecombe 1959. Ancepaspis magnicauda ingår i släktet Ancepaspis och familjen pansarsköldlöss. Inga underarter finns listade i Catalogue of Life.